# Dosabhai Framji Karaka
Dosabhai Framji Karaka (* 8. Mai 1829; † 17. März 1902) war ein indischer Zeitungsredakteur, Beamter und Autor, der für seine Geschichte der Parsen bekannt ist.

## Leben und Wirken
Dosabhai Framji Karaka wurde an der Elphinstone Institution ausgebildet. Nachdem er fünf Jahre lang als Herausgeber der Zeitschrift Jami-Jamshid in Gujarat tätig gewesen war, wurde er Leiter der Bombay Times. Während des Indischen Aufstands von 1857 wurde er zum Censor of the Native Press ernannt, als welcher er das Zeitungswesen der Einheimischen kontrollierte. 1858 erschien ein Werk, in dem er die Auswirkungen der britischen Herrschaft auf Indien und den Aufstand des Vorjahres analysierte.
Von 1858 bis 1859 hielt er sich für einige Zeit in England auf, wo er das Buch The Parsees: their history, manners, customs, and religion (Die Parsen: Ihre Geschichte, Sitten, Gebräuche und Religion) schrieb, welches für die zweite Hälfte des 19. Jahrhunderts das maßgebende Werk über die Parsen war. Nach seiner Rückkehr nach Indien bekleidete er eine Reihe von Posten in Justiz und Verwaltung der Präsidentschaft Bombay. Er war Vorsitzender der Bombay Municipal Corporation, welche für die Verwaltung der Stadt Bombay zuständig ist, und war Sheriff of Bombay. Außerdem wurde er Fellow der Bombay University. 1887 trat er in den Ruhestand.
Der Juristen und Bibliothekar Dosabhai Framji Karaka (1911–1974) war sein Enkel.

## Werke
- The British Raj contrasted with its predecessors and an inquiry into the disastrous consequences of the rebellion in the North West Provinces upon the hopes of the people of India. London 1858.
- The Parsees: their history, manners, customs, and religion. Smith, Elder and co./Smith, Taylor and co., London/Bombay 1858 (Digitalisat).
  - Neuauflage 1884.
- History of the Parsis including their manners, Customs, Religion and present Positions. Macmillan, London 1884 (Digitalisate).